# Hermenegild Škorpil

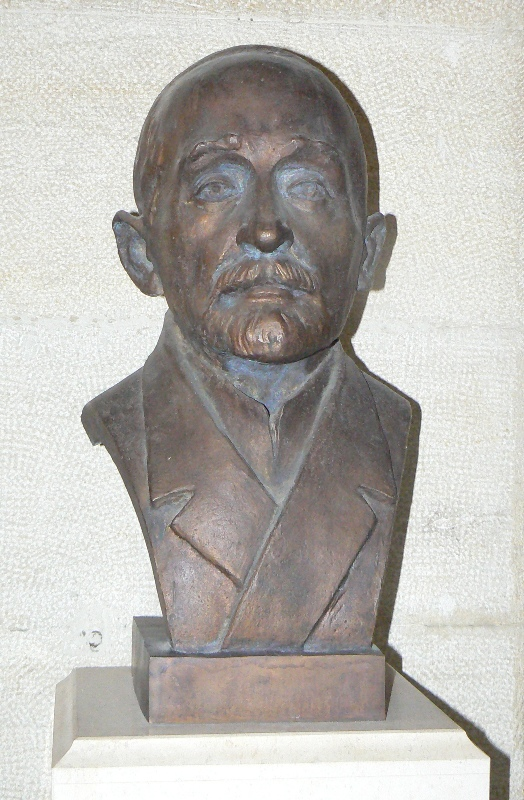
Busta ve Varně

Hermenegild Škorpil (8. února 1858 Vysoké Mýto – 25. června 1923 Varna) byl český přírodovědec, spolupracovník svého bratra Karla při archeologických výzkumech v Bulharsku.

## Život a působení
Po gymnáziu v Chrudimi a v Pardubicích studoval na Filosofické fakultě v Praze a v Lipsku. Od roku 1880 působil na gymnáziích v Bulharsku, při tom se věnoval průzkumu a popisu květeny, geologie a nerostného bohatství země. Je po něm pojmenováno několik druhů rostlin.

## Dílo
- Geologická mapa Východní Rumelie (1882)
- Izkopajemi bogatstva Bolgarija (1882)
- Prirodni bogatstva v Bolgarija (1884)